# Turbina wodna

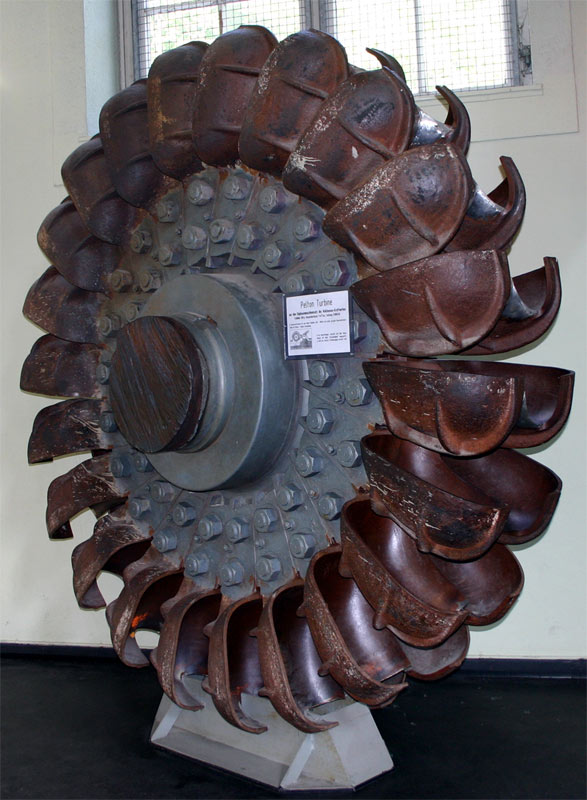
Turbina wodna Peltona

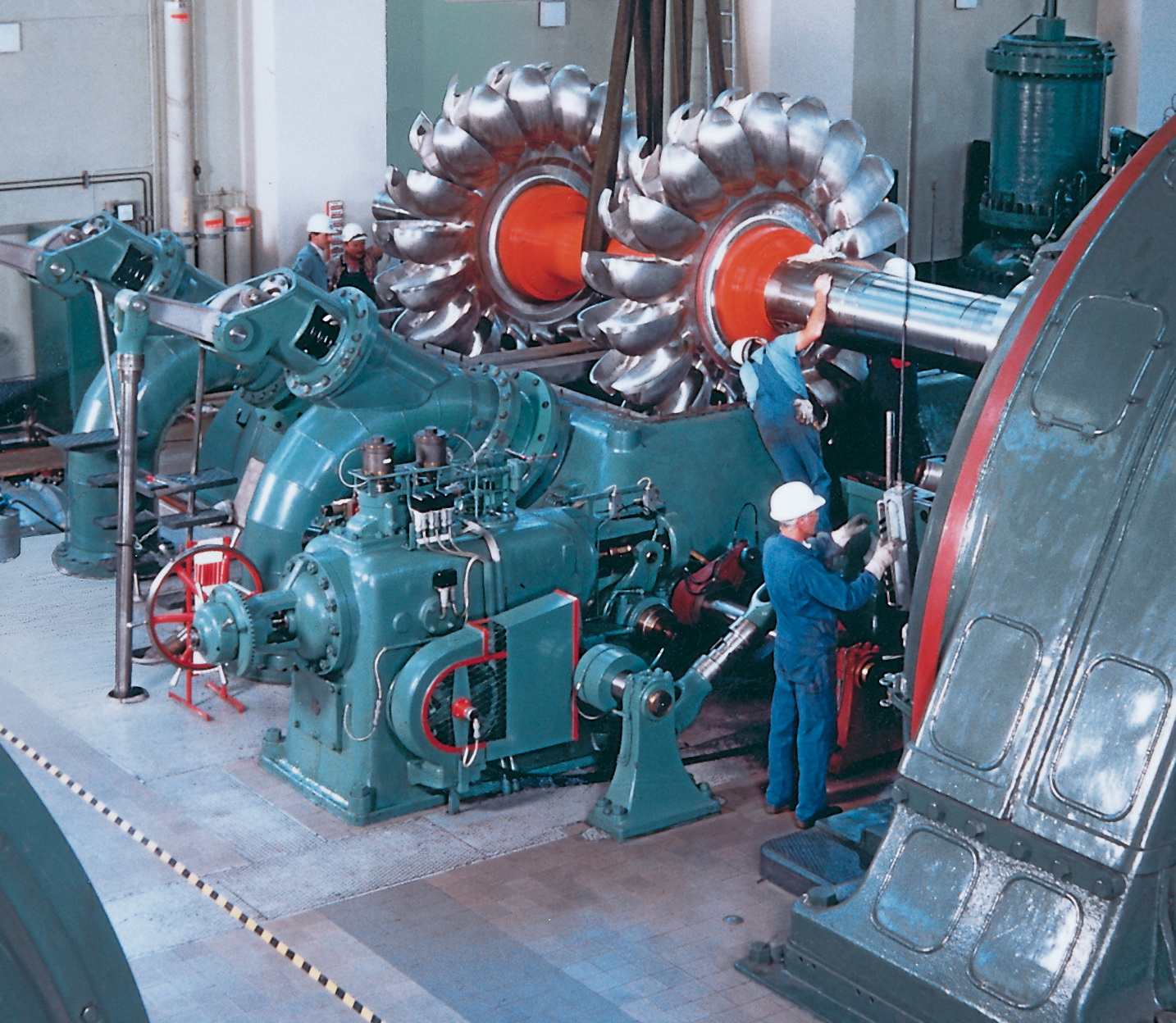
Montowanie turbiny Peltona w elektrowni wodnej

Turbina wodna (turbina hydrauliczna) – silnik wodny przetwarzający energię mechaniczną wody na ruch obrotowy za pomocą wirnika z łopatkami. Stosowana głównie w elektrowniach wodnych do napędu prądnic. Zalicza się do: silników hydrokinetycznych; silników przepływowych. Turbina wodna wraz z maszyną elektryczną stanowi najczęściej turbozespół wodny.
Turbiny wodne dzielą się na:
- akcyjne:
  - turbina Banki-Michella – dla średnich spadków
  - turbina Peltona, w której wirnik z wklęsłymi łopatkami zasilany jest stycznie strumieniem wody z dyszy; stosowana przy dużych spadkach.
- reakcyjne:
  - turbina Francisa – dla małych, średnich i wysokich spadków
  - turbina Kaplana, turbina śmigłowa – dla małych, średnich i dużych spadków
  - turbina Deriaza – dla średnich lub dużych spadków
  - turbina Tesli (turbina talerzowa) – szczególny przypadek turbiny hydraulicznej
  - turbina Shintake – rodzaj podwodnego "wiatraka" opracowana przez Instytutu Nauki i Technologii w Okinawie w Japonii[1]

Poprzednikiem i wzorem dla turbin wodnych było koło wodne. Pierwszą turbinę skonstruował B. Fourneyron w 1827, jednak dopiero późniejsze udoskonalenia pozwoliły na jej przemysłowe wykorzystanie. Na ziemiach polskich, w Dowspudzie Francuz Philippe de Girard zainstalował w 1828 wynalezioną przez siebie turbinę. Była to turbina akcyjna, o pełnoobwodowym natrysku wirnika pracującym w układzie z pionowym wałem. Turbina ta służyła do napędu młocarni. W 1849 powstała turbina Francisa, w 1880 turbina Peltona, a w 1912 turbina Kaplana.
Pierwszą elektrownią wodną na ziemiach polskich była uruchomiona w 1896 roku elektrownia Struga na rzece Słupi. Wyposażono ją w turbinę Francisa o mocy 250 kW.
Oprócz tego przed II wojną światową zabudowano energetycznie inne rzeki Pomorza: Brdę, Wdę, Radunię, Słupię, Łupawę, Wierzycę i Wieprzę. Większość tych urządzeń pracuje do dziś.